# Trichomycterus conradi
Trichomycterus conradi är en fiskart som först beskrevs av Eigenmann 1912.  Trichomycterus conradi ingår i släktet Trichomycterus och familjen Trichomycteridae. Inga underarter finns listade i Catalogue of Life.